# André van Outryve d'Ydewalle
Pour les autres membres de la famille, voir Famille van Outryve d'Ydewalle.
Le chevalier André Jean Marie van Outryve d'Ydewalle, né à Ruddervoorde le 21 août 1873 et mort à Bruges le 2 avril 1940, est un homme politique belge. 

## Biographie
Il est le fils de Charles van Outryve d'Ydewalle et le gendre d'Étienne de Vrière.
- Bourgmestre de Beernem (1926-1940)
- Membre de la Chambre des représentants de Belgique (1929-1932)

## Sources
- Le Parlement belge, 1831-1894, p. 588.